# Streptosolen
Streptosolen (hrv. streptosolen; lat. Streptosolen),  je monotipski rod cvjetnica koje pripadaju porodicii Solanaceae i tribusu Browallieae, dio potporodice Cestroideae. Rod je prvi puta opisan u Ann. & Mag. Nat. Hist. Ser. II. 5: 208 (1850)
Prethodno je biljka bila smještena u rod Browallia čime je dobila narodni naziv narančasta brovalija. Porijeklom je iz Južne Amerike i obično se nalazi u šumama Kolumbije, Ekvadora, Perua i Venezuele.

## Ime
Botanički naziv roda Streptosolen je složenica od grčkih riječi koje u suštini znače uvijene cijevi, upućuje na korijenski sustav biljke. Ime vrste jamesonii u znak je sjećanja na Williama Jamesona, škotsko-ekvadorskog botaničara.

## Opis
To je je zimzeleni, višegodišnji grm koji naraste oko 6 stopa u promjeru. Budući da je atraktivnog izgleda (čak i bez cvijeća) pogodan je za držanje oko kuće, kao u Sjevernoj Americi, gdje ga nazivaju “Marmalade Bush”. Ima svijetlozeleno lišće rebrastog izgleda. U San Franciscu gdje imaju izložbe od proljeća do jeseni cvijeće se pojavljuje gotovo cijele godine. Cvjetovi s 5 latica počinju biti žuti ili svijetlonarančasti kad se tek otvore, a zatim postaju tamnije narančasti i crveni kako sazrijevaju. Leptiri i ptice redovito posjećuju ovaj grm.

## Sinonimi
- Browallia jamesonii Benth.
- Streptosolen benthamii Miers